# Nothura chacoensis
El tinamú chaqueño, yuto chaqueño o inambú chaqueño (Nothura chacoensis) es una especie de ave tinamiforme de la familia Tinamidae que vive en los herbazales y zonas de matorral de Argentina y Paraguay y Bolivia.

## Descripción
El tinamú chaqueño mide unos 24 cm de largo. Su aspecto es similar al tinamú manchado aunque de tonos más claros. 

## Distribución y hábitat
El tinamú chacheño vive en herbazales y las regiones de matorral tropical y subtropical hasta los 500 m de altitud. Esta especie se encuentra principalmente en el Gran Chaco, al noroeste de Paraguay y al norte de Argentina.y sur de Bolivia

## Taxonomía
El tinamú chaqueño es una especie monotípica, sin subespecies. Todos los tinamúes, familia Tinamidae, pertenecen al grupo de los paleognatos, aunque a diferencia de las ratites, los tinamúes pueden volar, aunque no son en general buenos voladores. Aunque las ratites perdieron su capacidad de volar proceden de aves voladoras, y los tinamúes son sus parientes voladores vivos más próximos.

## Conservación
La UICN clasifica al tinamú chaqueño como una especie de preocupación menor, con un área de distribución de 110 000 km².